# Dineutina
Dineutina is een subtribus van kevers uit de familie schrijvertjes (Gyrinidae). Het werd beschreven in 1851 door Desmarest. Het subtribus kent één geslacht.

## Geslachten
Het subtribus omvat het volgende geslacht (die 104 soorten telt):
- Dineutus MacLeay, 1828